# Lago Rosario (lago)
El lago Rosario es un lago de origen glaciar, ubicado en la provincia del Chubut, Argentina, en el ejido municipal de Trevelin. Tiene una superficie aproximada de 1450 hectáreas y forma parte de la cuenca del río Corintos.
A diferencia de la mayor parte de los lagos de la región, se trata de un lago de poca profundidad, costas suaves y aguas relativamente tibias. Las zonas de escasa profundidad están pobladas de juncos y otras especies palustres. Sus costas son semidesérticas — en la zona, las precipitaciones no superan los 600 mm. Anuales — con escasa presencia de bosquecitos de maitenes y otras especies de arbolitos y arbustos, como el ñire y el ciprés. Estas últimas especies se encuentran en franco retroceso por la explotación maderera y leñera.
En las cercanías del lago existen el pueblo de Lago Rosario y  una pequeña comunidad mapuche, de los pueblos originarios de la región. Unos 550 habitantes permanentes se dedican a la ganadería extensiva y a la extracción maderera, además de proveer de limitados recursos turísticos a los visitantes.
Se trata de un lago asiduamente visitado para la pesca deportiva de truchas, pejerreyes patagónicos, entre otros peces. Desde 1993 funciona en el lugar un establecimiento dedicado a la cría en jaulas de salmónidos del género Odontesthes, que produce hasta 25 toneladas anuales. Se ha proyectado aumentar su capacidad hasta 200 toneladas por año.
Pertenece a la cuenca del río Futaleufú, que a través del río Yelcho — en territorio chileno — desagua en el océano Pacífico.